# Badia di Santa Maria di Pattano
La badia di Santa Maria di Pattano un ex monastero di rito bizantino che si trova nel comune di Vallo della Lucania, in provincia di Salerno.

## Storia
Il primo documento storico attestante l'esistenza della badia di Pattano è riportato da Giuseppe Antonini e risale all'anno 993: esso riferisce di una lite circa i confini dei poderi e testimonia che all'epoca il monastero era già proprietario di vasti possedimenti, estesi fino a Ceraso. La data di fondazione della badia resta però imprecisata e si colloca presumibilmente fra l'VIII e la metà del X secolo.
Fra l'XI e il XIV secolo la badia di Pattano vive il periodo di maggior floridità, grazie anche al prestigio dei suoi egumeni e ai buoni rapporti che i monaci greci riescono ad intrattenere con il potere politico, nonostante l'avvicendarsi di differenti dominazioni (prima i Longobardi, poi i Normanni, quindi gli Angioini).
Nel XV secolo il monastero conosce un rapido declino. Nel 1458 papa Callisto III, su impulso del cardinale Basilio Bessarione, istituisce una commissione sotto la guida del monaco Attanasio Calceopulo, con l'incarico di verificare l'efficienza e l'osservanza della regola da parte dei monasteri di rito greco diffusi nell'Italia meridionale. Il 30 marzo di quell'anno la commissione arriva alla badia di Pattano e accerta una situazione disastrosa, causata dalla cattiva gestione dell'egumeno Elia. Oltre ad essere ritenuto responsabile della dissipazione del patrimonio della badia, Elia viene accusato di non osservare le regole monastiche, di vessare la popolazione con uomini armati e di fornicare con donne fatte entrare segretamente nel monastero.
L'anno successivo papa Paolo III ordina la soppressione del monastero di Pattano e il suo affidamento in commendam a vari abati commendatari. Nel corso del XVI secolo la badia è appannaggio della famiglia Carafa, mentre nel 1609 passa alla famiglia Pignatelli.

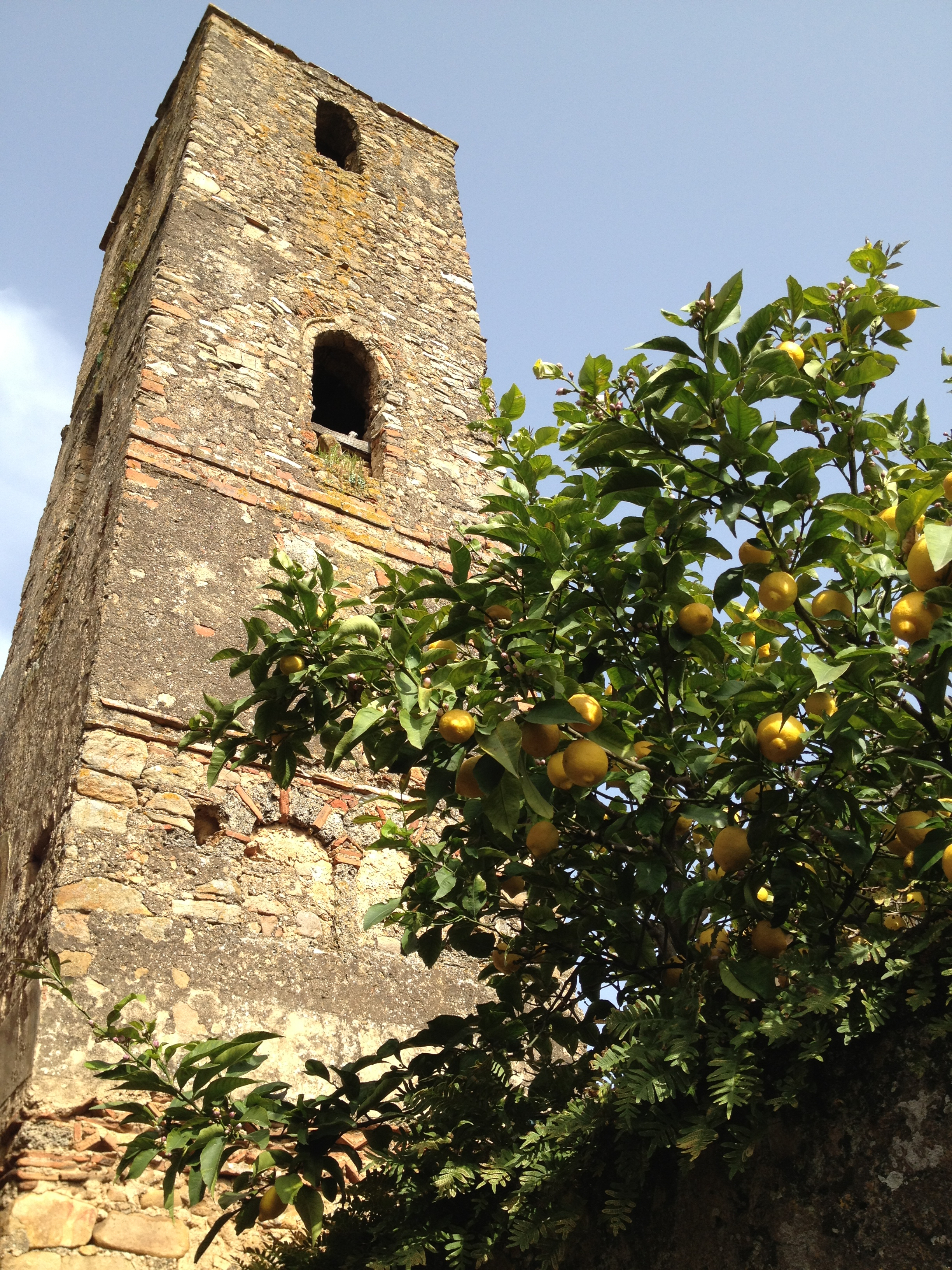
Campanile

La pratica della commenda continua fino al 1806, quando il governo di Gioacchino Murat dispone il trasferimento allo Stato dei beni ecclesiastici. Pochi anni dopo la badia con parte dei terreni circostanti viene acquistata dalla famiglia Giuliani, che trasforma il complesso in un'azienda agricola, dove trovano alloggio alcune famiglie di contadini.
Nel corso del XX secolo la proprietà passa di mano varie volte. Nel 1976 uno dei nuovi proprietari tenta di demolire una parte del complesso, fra cui la preziosa chiesa di San Filadelfo, ma i lavori vengono bloccati grazie all'intervento di Pietro Ebner e di Italia Nostra. A partire dal 1977 gran parte dei vari edifici che compongono la badia di Pattano vengono acquistati dall'attuale proprietario, Luigi Giuliani, che fra il 1980 e il 1998 fa eseguire lavori di consolidamento e restauro, che permettono di destinare il complesso all'uso pubblico.
Nell'aprile 1998 viene inoltre fondata l'associazione Badia di Pattano, con lo scopo di promuovere una serie di iniziative culturali per la valorizzazione, la tutela e la conoscenza dell'ex monastero.
La legge n. 160 del 27 dicembre 2019 ha attribuito un finanziamento pubblico di 1.300.000 euro per il restauro del complesso.

## Descrizione

### Chiesa di Santa Maria
Della chiesa di Santa Maria restano solo le mura perimetrali e l'arco trionfale che separa la navata dall'abside. La copertura a due falde di tegole scomparve probabilmente già a cavallo fra il XVIII e il XIX secolo e a partire dallo stesso periodo la chiesa assunse l'aspetto e le funzioni di aia rustica.
L'unica navata, con orientamento est-ovest, ha una lunghezza di 23,50 metri, una larghezza variabile fra 7,20 e 8 metri e un'altezza al colmo del tetto di circa 9 metri. In fondo alla navata si eleva un arco trionfale (che oggi appare parzialmente chiuso da un muro edificato in tempi recenti per sostenere alla bell'e meglio la struttura pericolante), attraversato il quale si giunge nell'abside esagonale, illuminata da un piccolo oculo a trifoglio e da monofore.
Assai scarne sono le decorazioni parietali superstiti. Sulla parete laterale destra della navata la strombatura di una delle piccole finestrelle mostra l'affresco di un giglio angioino. Sulla parete laterale sinistra appaiono piccoli brani di affreschi medievali, risalenti al X secolo, come un'aureola perlinata di stampo bizantino.
In età tardomedievale, nel periodo di massima importanza e potenza economica del monastero, l'edificio subì un ampliamento, testimoniato da due riseghe simmetriche a circa 5,50 metri dalla parete di facciata, e un rifacimento della decorazione. La decorazione fu peraltro oggetto anche di successivi rimaneggiamenti, come confermato da un brano di affresco raffigurante il volto di santa Chiara, databile alla seconda metà del XVII secolo.

### Campanile
Il campanile della badia, eretto fra il X e il XI secolo, ha una pianta quadrata, con lati di circa 2,70 metri, e raggiunge un'altezza di 15,30 metri.
Dal punto di vista decorativo, la torre è scandita da cinque ordini di cornici orizzontali di vario tipo. L'aspetto originario, caratterizzato da un'apertura per ciascun ordine, appare oggi un po' compromesso da una serie di consolidamenti e restauri approssimativi. Ciononostante, la struttura è ancora in grado di mostrare le linee architettoniche e il gioco ornamentale di evidente derivazione bizantina, con un interessante cromatismo ottenuto con l'impiego di mattonelle in cotto e pietra di diverse forme e dimensioni.
La tozza cuspide piramidale in cemento posta alla sommità della torre è il frutto di un maldestro intervento dei primi decenni del XX secolo, inteso a consolidare la struttura che era stata colpita da un fulmine.

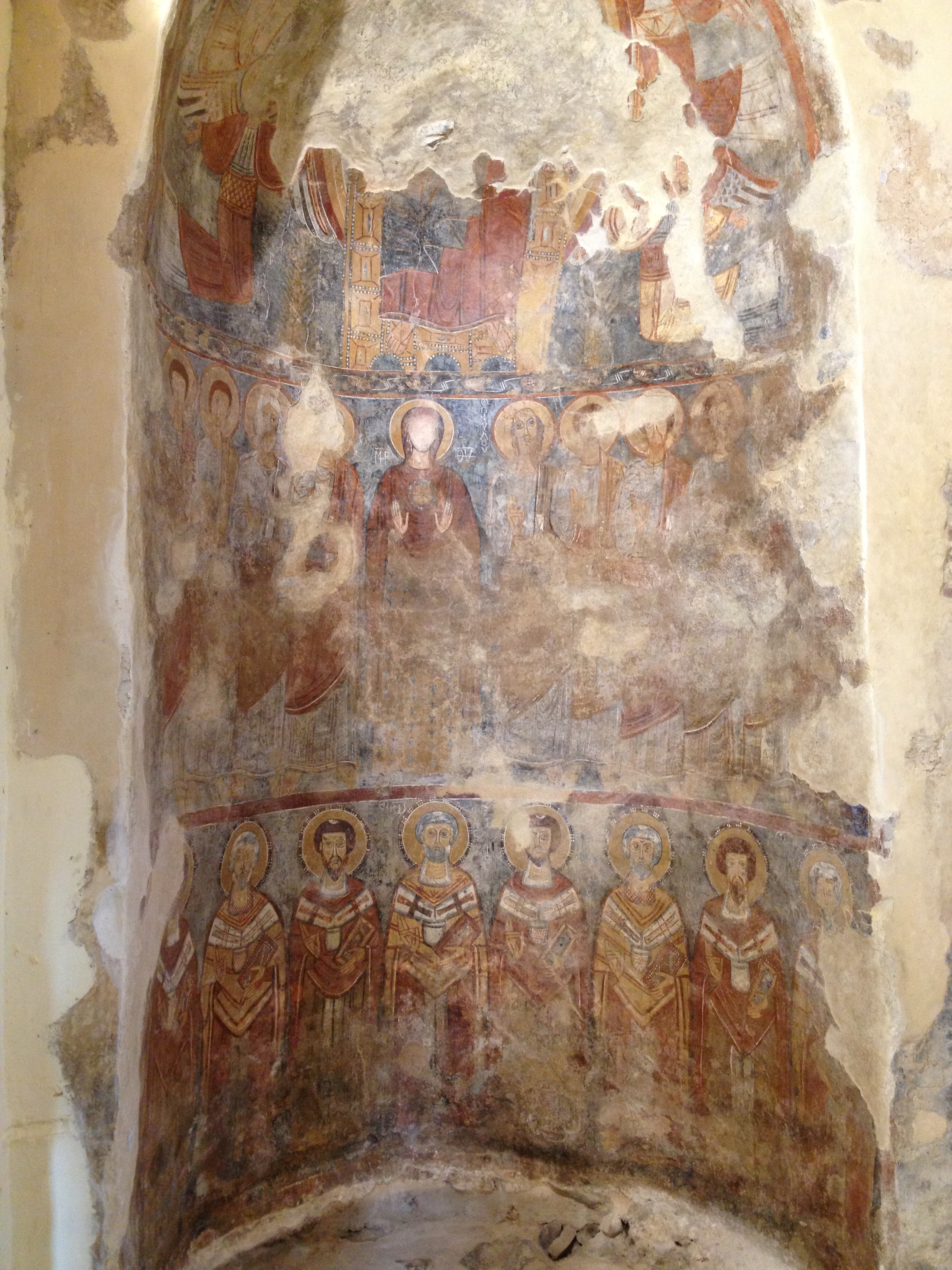
Affreschi dell'abside.

### Chiesa di San Filadelfo
La piccola chiesa di San Filadelfo, che sorge sull'estremo margine occidentale del complesso badiale, risale al più tardi alla seconda metà del X secolo. In particolare, gli affreschi del primo strato d'intonco della controfacciata e quelli dell'abside risalgono alla fine del X secolo.
I recenti lavori di restauro e risanamento hanno messo in luce, nel sottosuolo della chiesa, i resti di una villa rustica di epoca imperiale romana e, più precisamente, di tre ambienti destinati all'uso termale: un praefurnium a pianta quadrangolare, un calidarium (del quale sono ben visibili le suspensurae) e una saletta absidata di piccole dimensioni.